# هيثر فور
هيثر فور هي تريثلت كندية، ولدت في 19 يناير 1968 في إدمونتون في كندا.

## وصلات خارجية
- هيثر فور على موقع اتحاد الترياتلون الدولي (الإنجليزية)
- هيثر فور على موقع IAT Triathlon Database (الإنجليزية)